# Слуга на народа (сериал)
„Слуга на народа“ (на украински: Слуга народу) е украинска телевизионна поредица, политическа сатира, създадена и продуцирана от Володимир Зеленски, който участва в главната роля на Василий Петрович Голобородко. 
Голобородко е гимназиален учител по история в трийсетте си години, който неочаквано бива избран за Президент на Украйна, след като един от учениците му е заснел видео с импровизирана реч срещу корупцията в управлението на страната, което бързо придобива широка популярност. Сериалът продължава три сезона, от 2015 до 2019 година, и има филмова адаптация, реализирана през 2016 година.
Сериалът е дело на продуцентската къща „Квартал 95“, основана от Зеленски. Сериалът се оказва много по-обвързан с действителната политическа ситуация в Украйна, когато на 31 март 2018 в украинското Министерство на правосъдието е регистрирана едноименната политическа партия „Слуга на народа“  и на 21 април 2019 година Зеленски е фактически избран за Президент на Украйна със 73% одобрение на балотажа пред другия кандидат, дотогавашния държавен глава Петро Порошенко.

## Влияние
По примера на екранния си герой Голобородко, Володимир Зеленски също бива избран за Президент на Украйна.

## Разпространение
В началото на руското нападение над Украйна и със Зеленски начело на държавата и като олицетворение на съпротивата на украинския народ срещу Русия и Путин, популярността на шоуто чувствително нараства. Много чужди компании правят запитвания за правата за излъчване на сериала.

## „Слуга на народа“ в България
Правата за България са закупени от Нова телевизия и излъчването на първия сезон от поредицата започва на 18 април 2022 г., като епизодите вървят всеки делничен ден от 23:30 ч.
Дублажът е войсоувър в Доли Медия Студио. Ролите се озвучават от Татяна Захова, Таня Димитрова, Илиян Пенев, Камен Асенов и Емил Емилов.